# 戎館

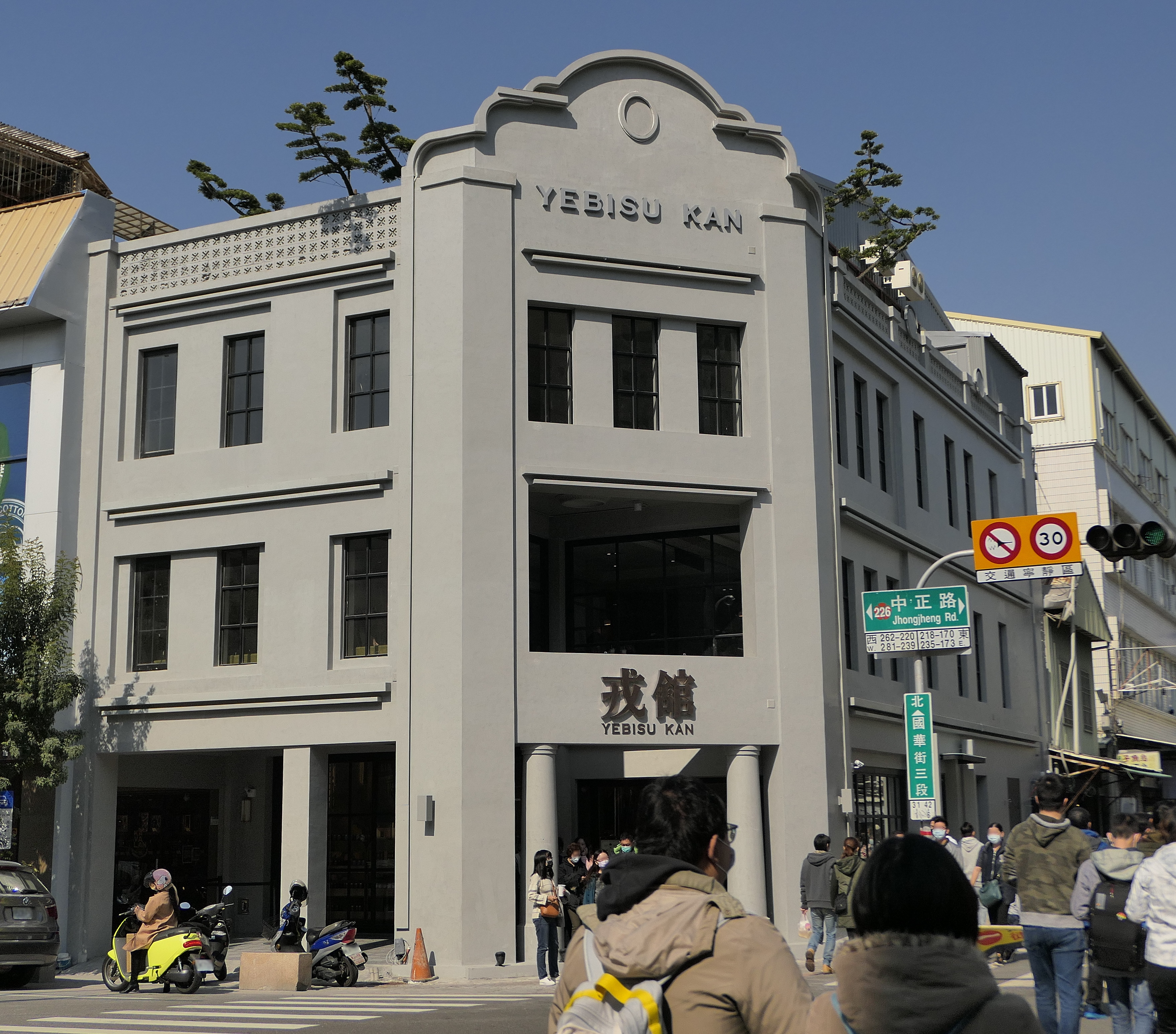
中正路上的戎館（原建物的一部分）

戎館位於臺灣臺南市中西區的中正路與國華街交會處，是日治時期的戲院，二次大戰後則改稱「赤崁戲院」:104。赤崁戲院結束營業後，其建物歷經各種店家進駐，2020年重新整修前為康是美和黑橋牌中正門市使用，2020年底整修完成後作為黑橋牌特色門市。
戎館與宮古座、世界館、大舞臺被並稱為臺南的四大戲院之一。而戎館的「戎」來自日本七福神信仰的「惠比壽」（又寫作作夷、戎、蛭子等等），日治時期臺南的「蛭子座」（舊稱大黑座）也是取名自同一位神:54。

## 歷史沿革

### 戎座、「舊」戎館

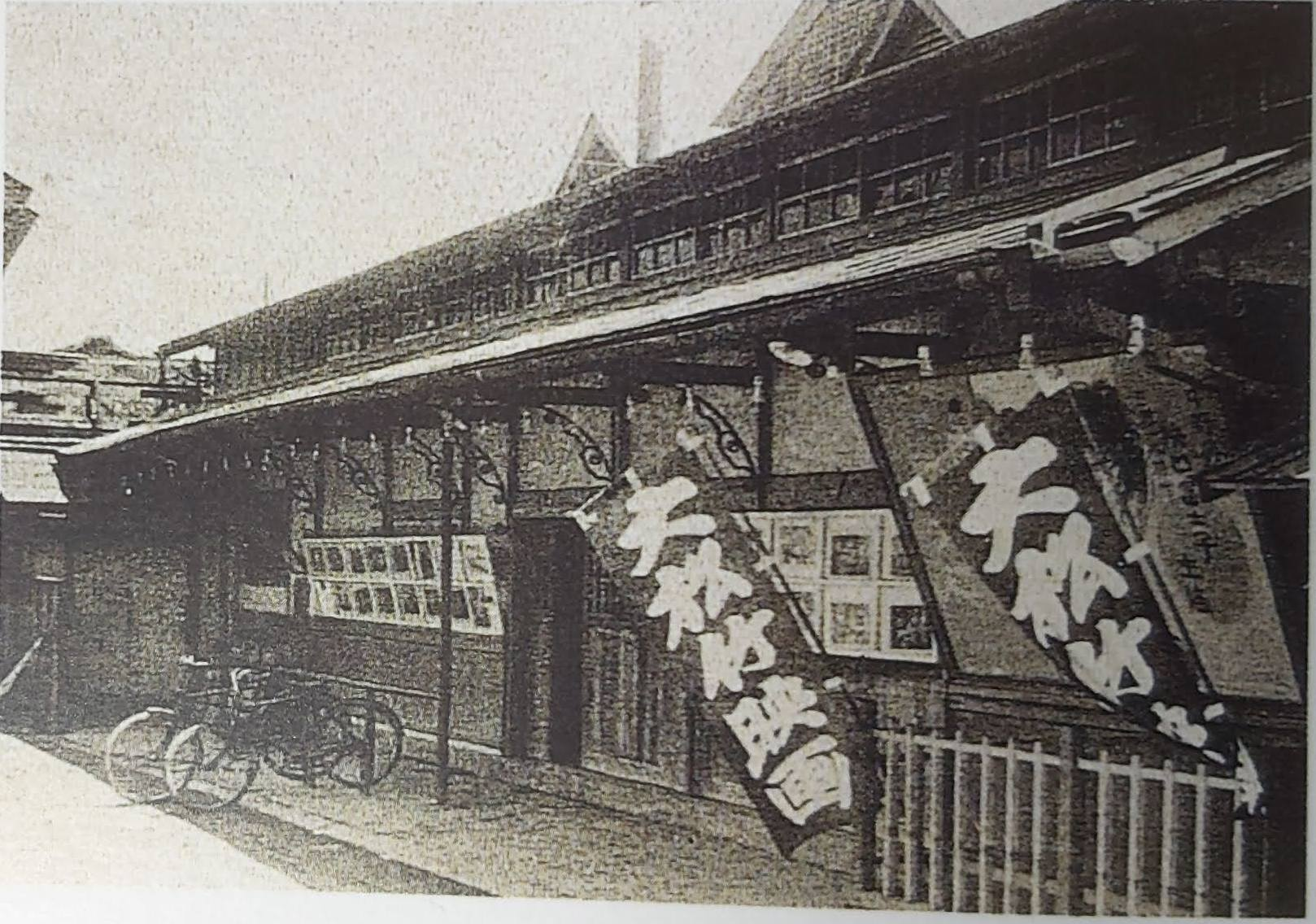
戎座

日治時期的「戎館」前身為「戎座」（或寫作），位在今民生路一段:82。戎座是由小林熊吉所創立，大正元年（1912年）8月17日開幕，為日式木造劇場，且以戲劇演出為主:82、88:54。不過從大正五年（1916年）開始，戎座與臺北的「活動寫真常設館」新高館合作，引進日本「天然色活動寫真株式會社」的電影放映，開始轉型:82、88。而關於戎座的經營情況，在大正二年（1913年）便有報導說戎座原本尚可維持，但最近逐漸不支，而一度有跟鄰近的臺南座合併的提議:96。大正六年（1917年）3月，則又出現將戎座、南座、新泉座合併的構想，而後次年（1918年）10月在臺南的日本人之間則出現成立一間劇場株式會社收購三座，拆毀舊建物後新蓋一間劇場的提議，但11月時又改成不拆毀舊建物而是加以整修:97。大正八年（1919年）7月，戎座以6千圓賣出並進行第一次改修，同年11月10日重新開幕並表演魔術:56。不過雖然進行了改修，但最後成立一間劇場株式會社的計畫仍未實行，不過後來南座結束營業，新泉座遭燒毀，新成立的宮古座併購戎座後，臺南的日本人戲院實際上最終仍被整合起來，直到日後臺南世界館成立（1930年）為止:99。
大正九年（1920年）由小林竹治（來自臺北）接手經營戎座:82、88。該年（1920年）6月12日戎座重新開館時，戎座已成為「國際活映株式會社」（國活）的特約活動寫真常設館:89。而後戎座又成為日本活動寫真株式會社（日活）的特約館:89。
大正十二年（1923年）1月，小林竹治不再經營戎座，飯島一郎（原戎座辯士）原想接手但不成:89。飯島一郎後來改租下新泉座，於該年（1923年）2月11日開始經營活動寫真常設館，上映日活的尾上松之助主演電影:89。另一方面，戎座改由臺北的今福商會經營，完成第二次改修後於同年（1923年）2月16日開館，並與新泉座之間有激烈競爭，甚至有辯士鬥毆的事件:88、90:57。但可能是經營不順，同年夏天經營權又回到小林熊吉手上，並進行戎座的第三次改修:90。之後戎座主要放映國活的電影，也有放映帝國キネマ演藝株式會社、ユ社的作品:90。
大正十三年（1924年）2月飯島一郎租借新泉座的租約到期，他與戎座握手言和，與小林熊吉合作經營，並重新擔任辯士:88、90。而在這年的2月23日發生大火，錦町三丁目的不少民宅與新泉座均被燒毀，戎座雖未重創，但也受到影響而休業兩天:90。大正十四年（1925年）3月6日，小林熊吉病逝，之後戎座因經營不理想，在大正十五年（1926年）5月18日起休業兩個月:91。另外此時戎座所有權轉到小林熊吉友人山口萬次郎手上，不過後來的實際經營者是澤田三郎「吾等の一團」（1926年5月28日開始），這時的戎座主要放映東亞映畫會社的作品:88、91。
昭和三年（1928年）8月，宮古座併購了戎座，「吾等の一團」則離開戎座改與大舞臺合作:25、91。昭和五年（1930年），開始使用或的名稱，之所以從「座」改成「館」是在強調其作為「活動寫真常設館」的性質:82、83。這一年（1930年）戎館由宮古座會社社員森岡熊次郎經營，次年（1931年）則由另一社員鍾赤塗（鍾塗）經營:88。併購初期，宮古座標榜為「劇場」，戎館則是「活動寫真常設館」（松竹日活特約），但是大約從昭和六年或七年（1931年、1932年）開始改成由宮古座放映日本電影，戎座則在臺籍社員鍾赤塗經營下引進中國電影放映:92、93。鍾家此時也經營著「臺南金重影片公司」以進口中國電影，公司名稱「金重」即來自「鍾」姓:93、96。宮古座跟戎館的轉變，一來是由於電影逐漸取代戲劇演出，再來是由於臺南世界館的開幕，遂將電影放映改到設備較新且完備的宮古座以跟臺南世界館競爭:94。
昭和八年（1933年），因建築老舊而被當局催促改建，於是在田町興建了新的戎館:84。而很可能是在此一時間點，戎館的所有權移轉給了鍾家，成為臺灣人所經營的戲院:95、96。

### 「新」戎館、赤崁戲院
新的戎館於昭和九年（1934年）開始興建，斥資5萬圓，年底完工後於次年（1935年）1月1日開幕:84:78。其所在地點就在臺南世界館對面，可能是要與之競爭而刻意挑選的位置:78。此時的戎館除上映中國電影外，也會兼放其他類型電影，有時也會上演戲曲，主要客群是臺灣人（本島人）:102。但在皇民化運動推行後（約1937年起），無法繼續上映中國電影跟表演歌仔戲，於是改放映西洋電影或日本電影，偶爾有新劇團演出:103。
二次大戰後，由於戎館已是臺灣人經營的劇院，所以仍然由鍾家繼續營運:104。民國35年（1946年）5月2日時，戎館改名成「赤崁戲院」，由鍾媽愛為主要經營者:104。在這之後，赤崁戲院營運到民國50年（1961年）5月8日才結束營業:104。

### 戲院結束後

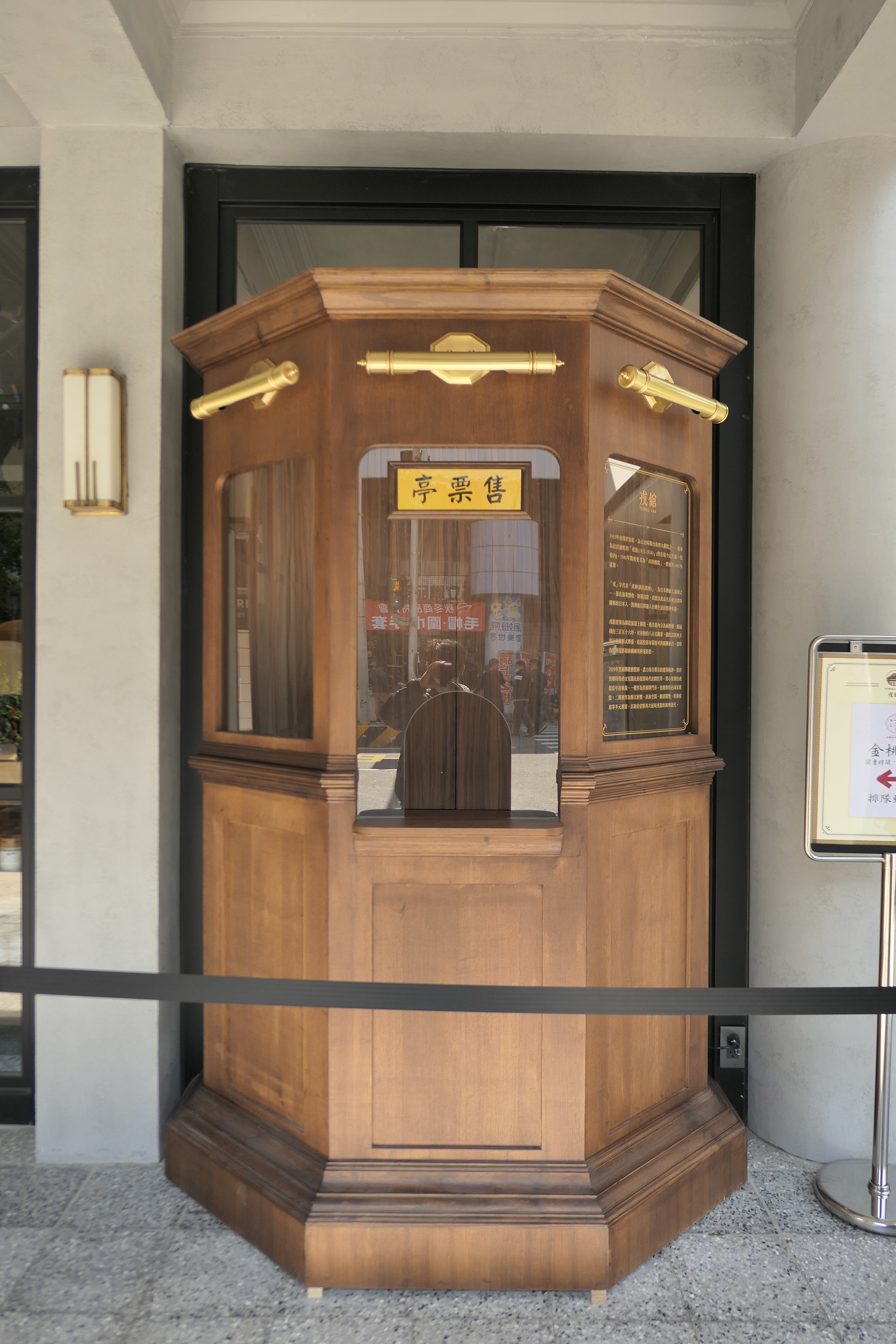
戎館售票亭造景

1990年，黑橋牌的海安路門市搬遷到戎館建物內。2020年5月，黑橋牌開始將建物外觀整修成類似日治時期原貌，並於該年年底完工開幕。

## 戲院營運
戎座（舊戎館）為一層的木造建築，內部是榻榻米觀眾席:84，為「寄席」規模的建物:54。內部安裝有電扇，且將座位區分成三個等級，價位為一等位80錢、二等位60錢、三等位40錢:55。電影多半是在日間夜間各放一次，夜間電影多半在晚上6點過後放映:55。而為了促銷，戎座也會與其他業者合作，推出買票附贈贈品或憑票根可摸彩的活動，也有到特定商店購物達一定金額後贈送票券的措施:58。
新戎館的舞臺為鏡框式，設有投影幕與旋轉舞臺設備，座位區則分一樓與二樓，可容納約800名觀眾:84、86:78。

### 節目
戎座成立初期，提供的是浪曲（浪花節）等說唱藝術或戲劇演出:99:54。1916年起開始提供電影，但在檔期之間仍穿插現場表演:99。1920年開始，戎舘逐漸變成專門放映電影的戲院:101。
戎座轉型後跟國活合作上映其電影，而1923年小林竹次退出戎座經營後，戎座結束與國活的特約，以日活電影墊檔:102。今福商會接手後，主要上映美國環球影業的電影，偶爾上映日片:102。而在小林熊吉重新接手戎座經營後，再度跟國活合作:102。
1931年戎舘改為以上映中國電影為主，且在新戎舘建成後增加戲劇表演:102。所表演的戲劇有1935年9月臺南松竹園的「現代改良最新男女劇」，1936年1月上海天蟾京班的京劇等等:103。
1937年皇民化運動時期，戎舘的上映的電影改成是洋片與日片，不再上映中國電影，也不再提供傳統戲曲表演，但可提供新劇團演出:102。此時的戎舘跟臺南另一間「大舞臺」劇院（新劇團演出為主，電影為輔）的營運模式呈現互補關係:104。

## 現況

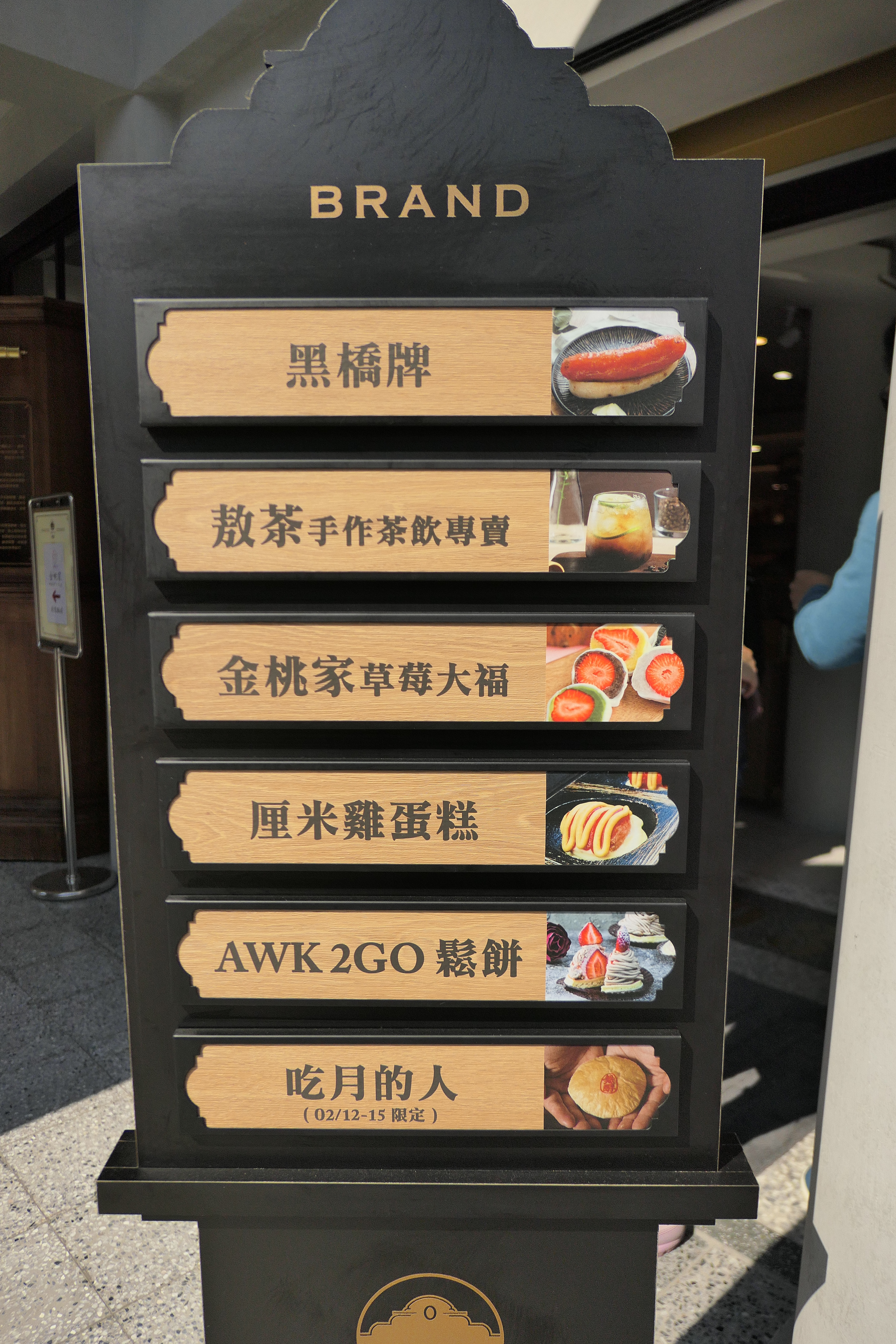
商家介紹牌

黑橋牌將戎舘建物重新整修後，一樓主要是商場，販售伴手禮與食物，二樓則為用餐區與展示文物的區域。

## 外部連結
- 臺灣老戲院文史地圖──戎館 （页面存档备份，存于）